# Ingobräu Ingolstadt

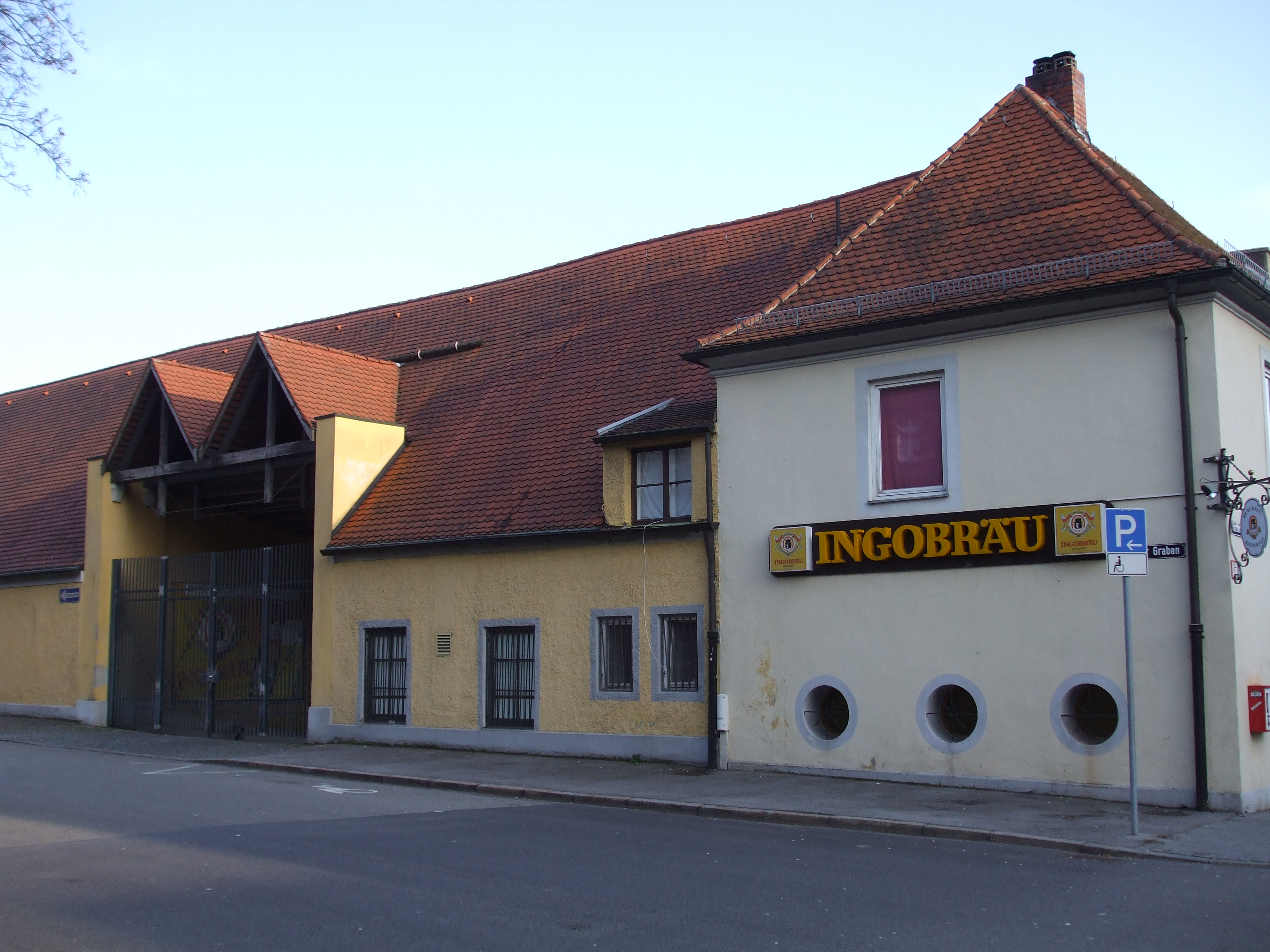
Das ehemalige Brauereigelände an der Harderstraße im Jahr 2008

Die Ingobräu Ingolstadt GmbH war eine bayerische Brauerei mit Stammsitz in Ingolstadt.

## Geschichte
Die Brauerei wurde 1507 von Lorenz Schöffer gegründet, der aus Oberarnbach stammte. Aus dem Jahr 1613 ist bekannt, dass die Brauerei einem Hans Thonapaur gehörte, der als Eigentümer des Schäffbräus eingetragen wurde. In den folgenden Jahrhunderten wechselte die Brauerei wiederholt ihren Eigentümer. 1801 erwarb Joseph Weinzierl die Brauerei, nach dessen Tod ging sie in das Eigentum der Familie Hollweck über. Seither war sie in Familieneigentum.
Ab 1883 ging die Brauerei vom Hausschank auf industrielle Produktion über und vermarktete ihr Bier regional. Am 27. April 1921 wurde die Schäffbräu Ingolstadt GmbH gegründet und für familienfremdes Kapital geöffnet. 1978 wurde die Firma in Ingobräu Ingolstadt GmbH umbenannt.
Ende 2007 hat die Brauerei wegen anhaltender Qualitätsprobleme im Zusammenhang mit bakteriellen Verunreinigungen des Weißbiers die Produktion von Bier eingestellt.
Am 1. April 2008 übernahm die Ingolstädter Brauerei Herrnbräu die Markenrechte von Ingobräu. Das Brauereigelände in der Ingolstädter Altstadt wurde an einen Ingolstädter Investor verkauft und unter dem Namen Ingohöfe mit Wohnungen bebaut. Ingobräu ist heute eine Marke der BHB Brauholding Bayern-Mitte AG.

## Biersorten
- Hell
- Meistersud
- Edel Weiße
- Dunkle Weiße
- Donauthaler Leichte Weiße
- Zwickelbier
- Golden Radler
- Honorator Doppelbock
- Alkoholfrei